# S Tonelero (S-21)
O S Tonelero foi um submarino da Classe Oberon da Marinha do Brasil.

## História
Construído no estaleiro Vickers Limited, no Reino Unido, teve a sua quilha batida em 15 de novembro de 1971, e foi lançado ao mar em 22 de novembro de 1972. Em 10 de dezembro de 1977, foi submetido a Mostra de Armamento e incorporado ao serviço ativo da Armada, sob o comando, o Capitão-de-Fragata Murillo Carrazedo Marques da Costa.
Na noite de 24 de dezembro de 2000, quando atracado para manutenção no Arsenal de Marinha do Rio de Janeiro, uma sequência de falhas no sistema hidráulico causou o alagamento da praça de máquinas e o afundamento do submarino, sem vítimas, no primeiro acidente com submarinos da história da Marinha brasileira. Deu baixa do serviço ativo em 21 de junho de 2001. Até esse momento era o submarino da Marinha do Brasil com maior números de horas de imersão e dias de mar. O seu casco foi colocado em leilão em 2004 pela Empresa Gerencial de Projetos Navais (EMGEPRON).

## Origem do nome
O Tonelero foi a segunda embarcação e o primeiro submarino da Armada a ostentar esse nome, em homenagem ao passo fortificado na margem direita do rio Paraná, forçado pela Marinha Imperial em 1865, durante a Guerra da Tríplice Aliança (ver Fortificações do Passo do Tonelero).

## Características
- Deslocamento: 1 620 t (padrão), 2 040 t (carregado na superfície) e 2 410 t (carregado em mergulho).
- Dimensões: 89,9 m de comprimento, 8,07 m de boca e 5,48 m de calado.
- Propulsão: diesel-elétrica; 2 motores diesel Admiralty Standard Range de 16 cilindros 16 VVS-ASR-1, dois geradores de 1 280 Kw, 2 motores elétricos AEI gerando 6 000 hp, acoplados a dois eixos e duas hélices de três pás cada.
- Velocidade: máxima de 17,5 nós (superfície) e 15 nós (imersão).
- Raio de ação: 11 000 milhas náuticas a 11 nós (superfície ou com esnorquel) e 56 dias de autonomia.
- Profundidade máxima de mergulho: ?
- Armamento: 8 tubos de torpedos de 21 polegadas (533 milímetros), sendo dois na popa; e capacidade para 24 torpedos numa combinação que incluía o Mk 24 Tigerfish Mod. 1 (filoguiado), o Mk 37 Mod. 2 (tubos da popa) e o torpedo antinavio Mk 8 Mod. 4, ou ainda uma combinação de minas e torpedos; ejetores de despistadores de 102 milímetros, Mk. 2 (proa) e Mk. 4 mod. 1B (popa).
- Controle de Armas: sistema de direção de tiro Ferranti TIOS 24B.
- Sensores: sonar de casco THORN EMI Type 197CA de média freqüência, passivo/ativo para busca e ataque; hidrofone lateral BAC Type 2007AA de baixa freqüência, para busca; hidrofones de interceptação (goniômetros) DUUG-1 e AUUD-1; ecobatimetro Type 776/778; 1 radar de navegação Kelvin Hughes Type 1006; MAGE UA-4; rádios HF SSA-2 de 500W e SATNAV MAGNAVOX MX 1102.
- Tripulação: 74 homens, sendo 7 oficiais e 67 praças.